# Prva hrvatska nogometna liga
Prva hrvatska nogometna liga (uváděná i jako Prva HNL nebo 1. HNL) je nejvyšší fotbalovou ligovou soutěží v Chorvatsku. V soutěži hraje 10 týmů.

## Nejlepší kluby v historii - podle počtu titulů
| Vítězové nejvyšší ligové soutěže |        | |
| Klub                             | Tituly | Vítězné roky |
| GNK Dinamo Záhřeb                | 25     | 1993, 1996, 1997, 1998, 1999, 2000, 2003, 2006, 2007, 2008, 2009, 2010, 2011, 2012, 2013, 2014, 2015, 2016, 2018, 2019, 2020, 2021, 2022, 2023, 2024 |
| HNK Hajduk Split                 | 6      | 1992, 1994, 1995, 2001, 2004, 2005 |
| HNK Rijeka                       | 2      | 2017, 2025 |
| NK Záhřeb                        | 1      | 2002 |

## Vítězové jednotlivých ročníků
| Prva hrvatska nogometna liga (1992 – 2013) |                        |                      |                         |
| Ročník                                     | Mistr                  | 2. místo             | 3. místo                |
| 1992                                       | HNK Hajduk Split (1)   | NK Záhřeb            | NK Osijek               |
| 1992 – 1993                                | GNK Croatia Zagreb (1) | HNK Hajduk Split     | NK Záhřeb               |
| 1993 – 1994                                | HNK Hajduk Split (2)   | NK Záhřeb            | GNK Croatia Zagreb      |
| 1994 – 1995                                | HNK Hajduk Split (3)   | GNK Croatia Zagreb   | NK Osijek               |
| 1995 – 1996                                | GNK Croatia Zagreb (2) | HNK Hajduk Split     | NK Varteks              |
| 1996 – 1997                                | GNK Croatia Zagreb (3) | HNK Hajduk Split     | NK Hrvatski Dragovoljac |
| 1997 – 1998                                | GNK Croatia Zagreb (4) | HNK Hajduk Split     | NK Osijek               |
| 1998 – 1999                                | GNK Croatia Zagreb (5) | HNK Rijeka           | HNK Hajduk Split        |
| 1999 – 2000                                | GNK Dinamo Záhřeb (6)  | HNK Hajduk Split     | NK Osijek               |
| 2000 – 2001                                | HNK Hajduk Split (4)   | GNK Dinamo Záhřeb    | NK Osijek               |
| 2001 – 2002                                | NK Záhřeb (1)          | HNK Hajduk Split     | GNK Dinamo Záhřeb       |
| 2002 – 2003                                | GNK Dinamo Záhřeb (7)  | HNK Hajduk Split     | NK Varteks              |
| 2003 – 2004                                | HNK Hajduk Split (5)   | GNK Dinamo Záhřeb    | HNK Rijeka              |
| 2004 – 2005                                | HNK Hajduk Split (6)   | NK Inter Zaprešić    | NK Záhřeb               |
| 2005 – 2006                                | GNK Dinamo Záhřeb (8)  | HNK Rijeka           | NK Varteks              |
| 2006 – 2007                                | GNK Dinamo Záhřeb (9)  | HNK Hajduk Split     | NK Záhřeb               |
| 2007 – 2008                                | GNK Dinamo Záhřeb (10) | NK Slaven Belupo     | NK Osijek               |
| 2008 – 2009                                | GNK Dinamo Záhřeb (11) | HNK Hajduk Split     | HNK Rijeka              |
| 2009 – 2010                                | GNK Dinamo Záhřeb (12) | HNK Hajduk Split     | HNK Cibalia             |
| 2010 – 2011                                | GNK Dinamo Záhřeb (13) | HNK Hajduk Split     | RNK Split               |
| 2011 – 2012                                | GNK Dinamo Záhřeb (14) | HNK Hajduk Split     | NK Slaven Belupo        |
| 2012 – 2013                                | GNK Dinamo Záhřeb (15) | NK Lokomotiva Zagreb | HNK Rijeka              |
| 2013 – 2014                                | GNK Dinamo Záhřeb (16) | HNK Rijeka           | HNK Hajduk Split        |
| 2014 – 2015                                | GNK Dinamo Záhřeb (17) | HNK Rijeka           | HNK Hajduk Split        |
| 2015 – 2016                                | GNK Dinamo Záhřeb (18) | HNK Rijeka           | HNK Hajduk Split        |
| 2016 – 2017                                | HNK Rijeka (1)         | GNK Dinamo Záhřeb    | HNK Hajduk Split        |
| 2017 – 2018                                | GNK Dinamo Záhřeb (19) | HNK Rijeka           | HNK Hajduk Split        |
| 2018 – 2019                                | GNK Dinamo Záhřeb (20) | HNK Rijeka           | NK Osijek               |
| 2019 – 2020                                | GNK Dinamo Záhřeb (21) | NK Lokomotiva Zagreb | HNK Rijeka              |
| 2020 – 2021                                | GNK Dinamo Záhřeb (22) | NK Osijek            | HNK Rijeka              |
| 2021 – 2022                                | GNK Dinamo Záhřeb (23) | HNK Hajduk Split     | NK Osijek               |
| 2022 – 2023                                | GNK Dinamo Záhřeb (24) | HNK Hajduk Split     | NK Osijek               |
| 2023 – 2024                                | GNK Dinamo Záhřeb (25) | HNK Rijeka           | HNK Hajduk Split        |
| 2024 – 2025                                | HNK Rijeka (2)         | GNK Dinamo Záhřeb    | HNK Hajduk Split        |